# ستيغ بروغر
ستيغ بروغر (بالدنماركية: Stig Brøgger)‏ هو رسام ومصور دنماركي، ولد في 8 ديسمبر 1941 في سلاغيلس ‏ في الدنمارك.

## وصلات خارجية
- ستيغ بروغر على موقع IMDb (الإنجليزية)